# شهرداری اسلوونسکه کنجیس
شهرداری اسلوونسکه کنجیس (به لاتین: Municipality of Slovenske Konjice) یک منطقهٔ مسکونی در اسلوونی است که در اسلوونی واقع شده‌است. شهرداری اسلوونسکه کنجیس ۹۷٫۸ کیلومتر مربع مساحت و ۱۴٬۹۱۲ نفر جمعیت دارد.